# Etaballia dubia
Etaballia dubia är en ärtväxtart som först beskrevs av Carl Sigismund Kunth, och fick sitt nu gällande namn av Velva Elaine Rudd. Etaballia dubia ingår i släktet Etaballia och familjen ärtväxter. Inga underarter finns listade i Catalogue of Life.